# Pierangelo Manzaroli
Pierangelo Manzaroli (né le 25 mars 1969) est un footballeur saint-marinais devenu entraîneur et sélectionneur de Saint-Marin entre 2014 et 2017.